# Bruno Heim
Bruno Bernard Heim (ur. 5 marca 1911 w Neuendorf, zm. 18 marca 2003 w Olten) – szwajcarski duchowny katolicki, arcybiskup, nuncjusz apostolski.

## Życiorys
29 czerwca 1938 otrzymał święcenia kapłańskie. W 1942 rozpoczął przygotowanie do służby dyplomatycznej na Papieskiej Akademii Kościelnej. 
9 listopada 1961 został mianowany przez Pawła VI delegatem apostolskim w krajach Skandynawskich oraz arcybiskupem tytularnym Xanthus. Sakry biskupiej udzielił mu 10 grudnia 1961 biskup Franz von Streng. 
7 maja 1969 został przeniesiony do nuncjatury apostolskiej w Egipcie.
16 lipca 1973 został nuncjuszem apostolskim w Wielkiej Brytanii. W lipcu 1985 przeszedł na emeryturę.
Zmarł 18 marca 2003.